# 아버지날

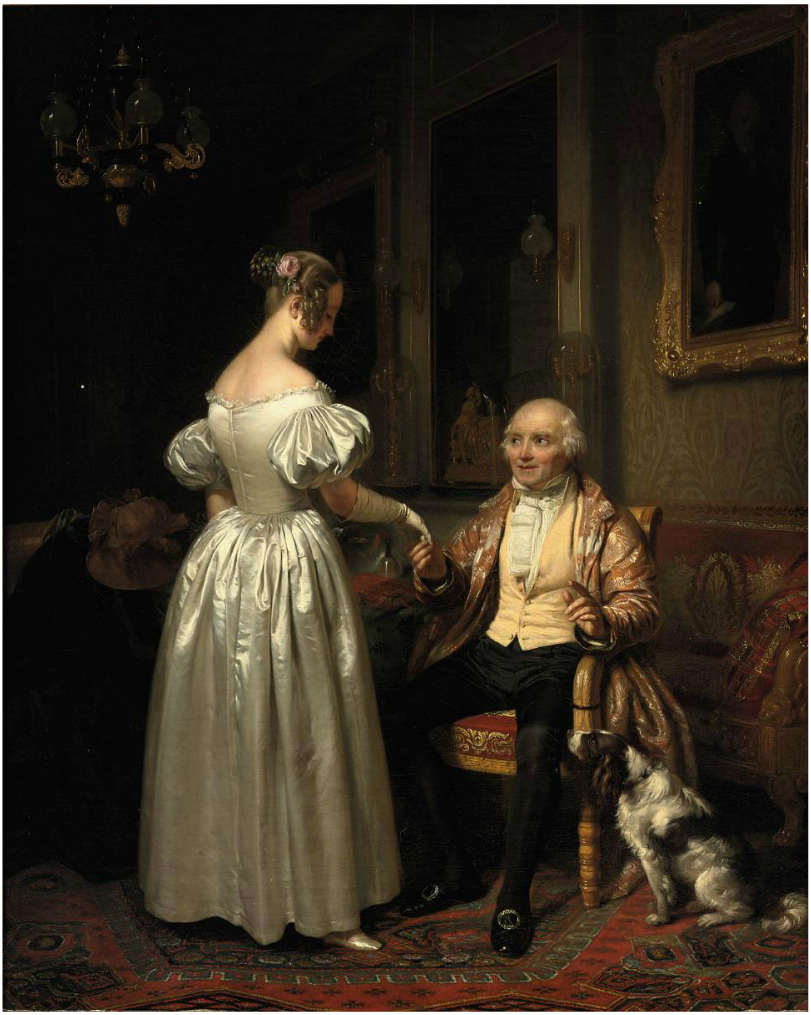
요셉푸스 로랑리우스 딕만스가 그린 '아버지의 충고'

아버지날은 아버지를 기념하는 날이다. 이는 아버지의 희생을 다시금 깨닫게 하려고 만든 날이다. 어머니날이 보급되면서 미국에서는 6월의 3번째 일요일을 아버지날로 기념하기 시작하였으며, 여러 나라에서 기념한다. 아버지날을 기념하는 꽃은 카네이션이다. 아버지가 살아 계시는 사람은 붉은 카네이션을 드리지만, 돌아가신 사람은 흰 카네이션을 아버지의 무덤 앞에 올려 놓는다. 일본에서는 카네이션 대신 장미를 선물한다고 한다.

## 같이 보기
- 어버이날
- 어머니날